# Rybka
Rybka is een zeer sterk computerschaakprogramma dat is gemaakt door de Tsjechisch-Amerikaanse internationaal meester schaken Vasik Rajlich. Het programma prijkt sinds zijn release in de top van alle computerschaaklijsten. In 2011 werd Rajlich beschuldigd van plagiaat van de schaakprogramma's Fruit en Crafty. Rybka werd hiermee door de International Computer Games Association uitgesloten voor toekomstige deelname van het wereldkampioenschap voor schaakcomputers en ook vervielen de uitslagen vanaf 2007, waaronder de vier wereldtitels die het programma op rij won.

## Oorsprong naam
Het woord Rybka betekent visje in het Tsjechisch. In het fonetisch alfabet wordt het uitgesproken als /'rɪpka/.
Vasik Rajlich werd ooit tijdens een interview door Alexander Schmidt gevraagd: Alexander: "Did you choose the name Rybka because your program always slipped out of your hands like a little fish?". Vasik: "As for the name Rybka - I am sorry but this will remain my private secret."

## Versies
| Versie       | Datum           | Opmerking                                       |
| ------------ | --------------- | ----------------------------------------------- |
| Rybka 1.0    | 2 december 2005 | beta                                            |
| Rybka 1.2    | maart 2006      |                                                 |
| Rybka 1.2f   | mei 2006        |                                                 |
| Rybka 2.0    | 10 juni 2006    | eerste versie voor meerdere processoren         |
| Rybka 2.1c   | augustus 2006   |                                                 |
| Rybka 2.2    | november 2006   |                                                 |
| Rybka 2.3    | februari 2007   |                                                 |
| Rybka 2.3.1  | maart 2007      |                                                 |
| Rybka 2.3.2  | 13 juni 2007    |                                                 |
| Rybka 2.3.2a | 18 juni 2007    | zugzwang detectie bug verholpen                 |
| Rybka 3.0    | 18 juli 2008    | chess 960, sterkte, evaluatie, zoek efficiëntie |
| Rybka 4      | 26 mei 2010     |                                                 |
| Rybka 4.1    | 7 maart 2011    | bugfixes                                        |

## Team

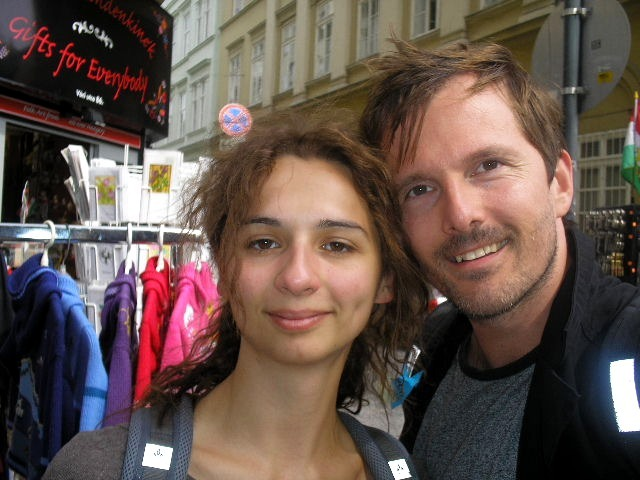
Iveta (vrouw van Vasik) en Vasik Rajlich, de maker van Rybka (foto: 2006)

- Vasik Rajlich, is de auteur van Rybka.
- IM Larry Kaufman, kalibreert de stukwaarden en afruilheuristieken van Rybka.
- IM Iveta Rajlich, is de Rybka tester, vrouw van Vasik.
- Jeroen Noomen, (werkte eerst aan REBEL) is de auteur van het openingsboek.

## Sterkte
Rybka was jaren het sterkste computerschaakprogramma. Het stond bovenaan op de computerschaak rating-rankinglijsten: CCRL, CEGT, SSDF, SCCT en CSS.. In 2011 is Houdini Rybka voorbijgestreefd.
Op de SSDF-lijst van 28 juni 2012 is de gemeten sterkte als volgt:
| Programma en hardware                   | Rating | +  | -  | Partijen |
| --------------------------------------- | ------ | -- | -- | -------- |
| Deep Rybka 4 x64 2GB Q6600 2,4 GHz      | 3221   | 28 | 26 | 810      |
| Deep Rybka 3 x64 2GB Q6600 2,4 GHz      | 3203   | 24 | 22 | 1169     |
| Deep Rybka 3 256MB Athlon 1200 MHz      | 3079   | 39 | 38 | 332      |
| Rybka 2.3.1 Arena 256MB Athlon 1200 MHz | 2919   | 22 | 22 | 1004     |

## Speelstijl
De uitzonderlijke sterkte van Rybka ligt met name in de schaakkennis en de beheersing van het positiespel. Rybka weet ongemerkt positioneel voordeel te verkrijgen en dat consequent uit te nutten. Karakteristiek van Rybka's spel zijn kwaliteitsoffers die het maakt en welke door andere schaakprogramma's niet worden gevonden.

### Rybka Winfinder
Er bestaat ook een speciale gemodificeerde Rybka versie genaamd Rybka Winfinder. Deze versie is tactisch sterker en beheerst de koningsaanval beter dan de standaard Rybka versie. Echter in normale partijen speelt deze versie duidelijk zwakker dan de standaard Rybka versie.

### Rybka 2.3 LK
Ten slotte is er ook een Rybka 2.3 LK versie, waarbij de stukwaardes zijn aangepast door Larry Kaufman. Vanaf versie 2.3.1 zitten deze LK waarden in de standaard Rybka.

## Resultaten

### Uitslagen
2005:
- Paderborn - 5½ uit 7
- CCT8 - 8 uit 9

2006:
- PAL/CSS
- ICT - 8½ uit 9
- WCCC in Turijn
- Dutch open - 8 uit 9
- Paderborn - 6½ uit 7

2007:
- CCT9 - 6 uit 7
- ICT Leiden - 7½ uit 9
- WCCC in Amsterdam - 10 uit 11[bron?]
- PAL/CSS - 6 uit 9

2008:
- CCT10 - 5,5 uit 7
- WCCC in Peking - 8 uit 9[bron?]
- NK Leiden - 9 uit 9

2009:
- CCT11 - 7,5 uit 9 (main)
- WCCC in Pamplona - 5 uit 5[bron?]
- WK Chess 960 in Mainz - 14,5 uit 16
- NK in Leiden - 7,5 uit 8

2010:
- WK in Kanazawa - 8 uit 9[bron?]
- ICCT in Leiden - 8,5 uit 9

2012:
- ICT 12 in Leiden - 6,5 uit 7

### Toernooien
Van 27 december tot 30 december 2005 deed Rybka mee aan het 15e ICCC in Paderborn. Rybka won het toernooi met 5,5 uit 7, voor andere schaakprogramma, zoals Gandalf, Zappa, Spike, Shredder en Fruit.
Rybka won CCT8 van 25 februari tot 26 februari ongeslagen met een score van 8 uit 9.
In april 2006 op het PAL/CSS advanced chess hoofd toernooi, behaalde Rybka 1.1 zonder hulp een eerste plaats. In de finale, werd Rybka 1.1 tweede en derde, achter de schaakcomputer Hydra.
In de 6e Leiden ICT in mei 2006, won Rybka met een score van 8½ uit 9, voor Sjeng, Gandalf and Shredder.
Tijdens het 14e wereldkampioenschap computerschaak in Turijn in mei 2006 werd Rybka, spelend onder de naam Rajlich tweede, gelijk eindigend met Shredder en achter de wereldkampioen Junior.
In juni 2006 op PAL/CSS freestyle hoofdtoernooi, werd het Rybkateam, spelend onder de naam Rajlich, gedeeld eerste samen met Intagrand. In het finale toernooi behaalde het Rybka team een eerste plaats met een hele punt voorsprong voor de rest van het veld. Alle acht gekwalificeerden voor deze finale gebruikte Rybka.
In 2006 tijdens het Open kampioenschap computerschaak, werd Rybka 2.2 eerste met de perfecte score van 9 uit 9.
In december 2006 deed Rybka mee aan het 16e ICCC in Paderborn. Rybka won het toernooi met een score van 6½ uit 7.
In februari 2007 deed Rybka mee aan CCT9 en won met 6 uit 7.

## Voorbeeld partij
In het Open Nederlands kampioenschap computerschaak verslaat Rybka (spelend met zwart) het programma The King in hun finale partij en behaalde daarmee de eerste plaats met een perfecte score. (Analyse door Rybka 2.2)
1.c4 Nf6 2.Nc3 e5 3.Nf3 Nc6 4.g3 Bc5 5.Bg2 d6 6.O-O O-O 7.d3 h6 8.a3 a6 9.b4 Ba7 10.e3 Be6 11.Bb2 Qd7 12.Qc2 Bh3 13.Bxh3 Qxh3 14.Nd5 Ng4 15.Nxc7 f5! 16.Nd5 Rf7 17.b5 Ne7 18.b6 Nxd5 19.bxa7 Nc7 20.Rfd1 Ne6 21.Rd2 f4 22.exf4 22...Ng5!! 22...Rxf4! was ook mogelijk, maar 23. gxf4? Nxf4 leidt naar mat in 3, maar deze zet wint meer geforceerd. 23.Qd1 Het paard is immuun: 23.fxg5 Rxf3 24. Re1 Qxh2+ 25. Kf1 Raf8 en zwart geeft mat in 5. 23...exf4 24.Bd4 fxg3 Hier kondigt Rybka een mat in 18 aan. 25.fxg3 Nxf3+ 26.Qxf3 Rxf3 27.Rg2 Raf8 28.Kh1 Rxg3 29.Rag1 Qh4 30.a8=Q Rxa8 31.Re2 Rxd3 0-1 The King ziet een geforceerde mat in 8: 32.Bxg7 Kxg7 33.Reg2 Rg3 34.Rb2 Rxg1+ 35.Kxg1 Rf8 36.Rxb7+ Kh8 37.Rb2 Qe1+ 38.Kg2 Ne3+ 39.Kh3 Rf3#